# يوسف تبريزي
يوسف تبريزي هو داعية إيراني يعتقد أنه حول جزر المالديف إلى الإسلام. ولد بمدينة تبريز الإيرانية في القرن الثاني عشر و توفي في ماليه في جزر المالديف و دفن في ميدهو زياراي أو القبر المركزي.

## النشأة و خلفيته
ولد يوسف التبريزي في تبريز في إيران .

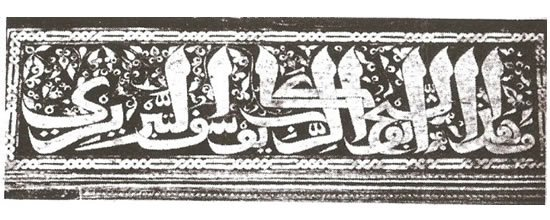
لوحة في مسجد الجمعة في ماليه في المالديف منحوت عليها اسم يوسف التبريزي.